# ویاچسلاو شیرشوف
ویاچسلاو شیرشوف (به انگلیسی: Vyacheslav Shyrshov) (زادهٔ ۹ ژوئیهٔ ۱۹۷۹) شناگر اهل اوکراین است.